# تیپ ۳۶۴ پیاده مهاباد
تیپ ۳۶۴ پیاده مهاباد یا تیپ ۳۶۴ متحرک هجومی از تیپ‌های پیاده‌نظام نیروی زمینی ارتش جمهوری اسلامی ایران و زیرمجموعه لشکر ۶۴ پیاده ارومیه است، که پادگان و ستاد فرماندهی آن در شهر مهاباد، استان آذربایجان غربی مستقر می‌باشد. تیپ ۳۶۴ پیاده مهاباد در خلال جنگ ایران و عراق، از یگان‌های عمل‌کننده ارتش جمهوری اسلامی ایران و تحت امر لشکر ۶۴ پیاده ارومیه بود. هم‌اکنون سرهنگ شهریار پورفضلی فرماندهی تیپ ۳۶۴ پیاده مهاباد را برعهده دارد.